# 五夫镇
五夫镇是中国福建省南平市武夷山市下辖的一个镇。因为朱熹的遗迹以及大量清代建筑，2010年被列为国家历史文化名镇。

## 行政区划
五夫镇共辖11个行政村，1个居委会，79个自然村，98个村民小组：
玉虹居委会、翁墩村、兴贤村、五一村、五夫村、典村村、溪尾村、田尾村、毛厂村、大将村、汀溪村、古亭村。

## 历史
五夫的开发始于晋代，原属建阳县。北宋淳化五年（994年）建阳县北部析置崇安县。元丰五年（1082年），建阳所辖的五夫、从政等七里划归崇安县。1989年12月30日，五夫乡改为五夫镇。

## 地理
五夫地处一个四面环山，西南开口的盆地中。东部营盘山海拔1157.7米，南部笔架山海拔1026.8米，西部蜡烛山海拔614.5米，北部梅岭山海拔797.8米，全镇森林覆盖率达77.05%，共有林地19.6万亩。东为浦城石坡镇，南为建阳崇雒乡，西为建阳市将口镇，北为本市上梅乡。

## 经济
五夫是一个典型的农业镇，拥有耕地3.2万亩，主要农产品有水稻、白莲、烤烟、食用菌等。

## 古迹
南宋朱熹从少年时代就开始居住在五夫，直到老年迁居建阳考亭，在这里留下了故居（紫阳楼）遗址、屏山书院遗址。此外，五夫还有大量保存较好的清代建筑，如兴贤书院、刘氏家祠、连氏节孝坊、朱子社仓等。这些古迹是武夷山世界文化遗产的重要组成部分。
- 朱熹故居（紫阳楼）遗址
- 兴贤书院
- 刘氏家祠
- 王氏家祠
- 连氏节孝坊
- 彭氏家祠和大兴寺